# Ito Kazuki
Kazuki Ito (sinh ngày 8 tháng 8 năm 1987) là một cầu thủ bóng đá người Nhật Bản.

## Sự nghiệp câu lạc bộ
Kazuki Ito đã từng chơi cho Arte Takasaki và YSCC Yokohama.